# Laujuzan
Laujuzan é uma comuna francesa na região administrativa de Occitânia, no departamento de Gers. Estende-se por uma área de 11,34 km². Em 2010 a comuna tinha 294 habitantes (densidade: 25,9 hab./km²).